# Eu Sou Latina
Eu Sou Latina é o quarto álbum de estúdio a solo da cantora pop portuguesa Ana Malhoa. Foi lançado a 11 de novembro de 2004 pela editora Espacial. O álbum, impulsionado pelos singles "Si No Te Hubieras Ido" e "Se Deus Me Ajudar", que lideraram as rádios portuguesas, atingiu o 3º lugar do Top Oficial da AFP, a tabela semanal dos 30 álbuns mais vendidos em Portugal, tendo ficado nesta listagem um total de 18 semanas.

## Faixas
| N.º | Título                              | Compositor(es)             | Duração |  |
| 1.  | "Se Deus Me Ajudar"                 | Jorge do Carmo, Ana Malhoa | 3:57    |  |
| 2.  | "Que vai ser de mim sem o teu Amor" | Jorge do Carmo, Ana Malhoa | 3:15    |  |
| 3.  | "Eu Sou Latina"                     | Jorge do Carmo, Ana Malhoa | 3:55    |  |
| 4.  | "Si No Te Hubieras Ido"             | Marco Antonio Solís        | 5:06    |  |
| 5.  | "Assim É A Vida"                    | Jorge do Carmo, Ana Malhoa | 3:20    |  |
| 6.  | "Homem Perfeito"                    | Jorge do Carmo, Ana Malhoa | 3:24    |  |
| 7.  | "O Amor Acabou"                     | Jorge do Carmo, Ana Malhoa | 3:57    |  |
| 8.  | "Tu Não me dás Valor"               | Jorge do Carmo, Ana Malhoa | 3:31    |  |
| 9.  | "Vamos dar um Tempo"                | Jorge do Carmo, Ana Malhoa | 3:47    |  |
| 10. | "Vem Dançar Junto de Mim"           | Jorge do Carmo, Ana Malhoa | 3:33    |  |

## Posições
| Paradas (2004) | Posições |
| -------------- | -------- |
| Portugal - AFP | 3        |

| País / Certificadora | Certificação | Vendas |
| -------------------- | ------------ | ------ |
| Portugal AFP         | Ouro         | 14.000 |

## Histórico de lançamento
| País           | Data                   | Formato | Gravadora           |          |
| -------------- | ---------------------- | ------- | ------------------- | -------- |
| Portugal       | 11 de novembro de 2004 | CD      | Espacial            |          |
| Espanha        | 20 de janeiro de 2005  | CD      | NovoDisc O.D. Group |          |
| América Latina | 4 de março de 2005     | CD      | NovoDisc O.D. Group |          |
| Países Baixos  | 5 de julho de 2005     | CD      | Altra Moda Music    |          |
| França         | 9 de julho de 2005     | CD      | AZ                  |          |
| Suíça          | 9 de julho de 2005     | CD      | AZ                  |          |
| Canadá         | 18 de julho de 2005    | CD      | Unidisc Music       |          |
| Estados Unidos | 22 de julho de 2005    | CD      | RMM Records & Video |          |
| Mundo          | 25 de março de 2015    | CD      | Digital download    | Espacial |

## Referência
1. ↑  «Ana Malhoa - Eu Sou Latina». Consultado em 9 de julho de 2015. Arquivado do original em 4 de março de 2016
2. 1 2 3  Associação Fonográfica Portuguesa  Arquivado em 23 de dezembro de  2011, no Wayback Machine.
3. ↑  Ana Malhoa - Portuguese Charts